# West ART

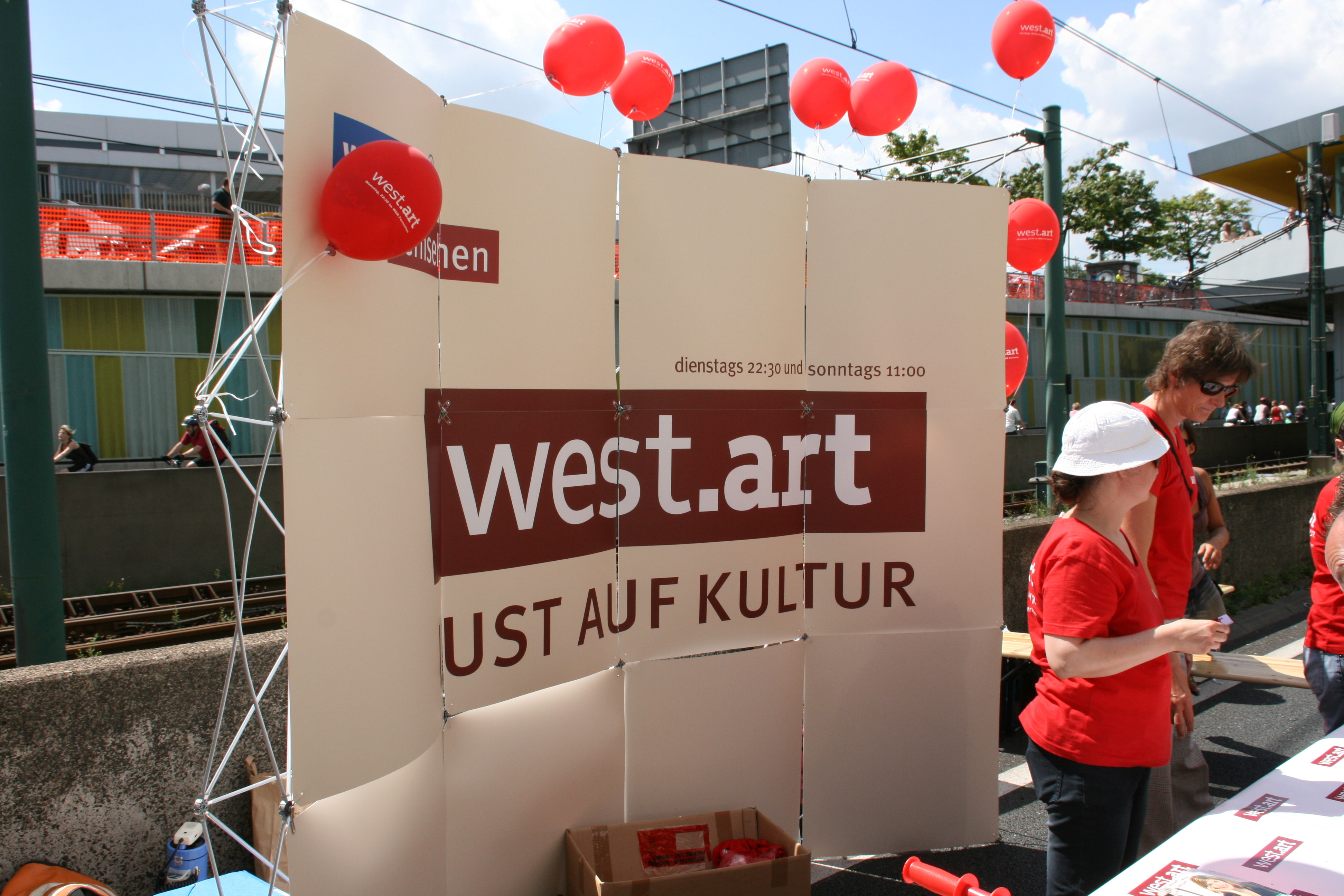
West ART (2010)

Westart ist ein Kulturmagazin des WDR Fernsehen, das samstags um 18:15 Uhr ausgestrahlt wird. Moderiert wird die Sendung von Siham El-Maimouni (seit 2016) und Mona Ameziane (seit 2023) im Wechsel. Ehemalige Moderatoren sind Katty Salié, Matthias Bongard und Thilo Jahn. 
Die Beiträge der Sendung widmen sich schwerpunktmäßig dem Kulturgeschehen in Nordrhein-Westfalen, dazu kommen Themen aus Kulturpolitik und Gesellschaft.
Zusätzlich zum wöchentlichen Magazin wird zu besonderen Ereignissen die Westart Reportage produziert. Sie befasst sich 40 Minuten lang mit einem Thema und wird im Anschluss an das Magazin gesendet.